# Filips van Leefdael (1495-1568)
Filips van Leefdael (1495 - 1568) was ridder, heer van Tielen en Gierle, Etten (Noord-Brabant), Babyloniënbroek en Waalwijk en woonde in het kasteel van Tielen. Hij was de zoon van Jan van Leefdael en Cornelia van Ranst. Op 30 september 1516 huwde hij met Anna van Gavre van Herinnes, vrouwe van Lieferinge, dochter van Jan VI van Gavre en Walravina Van Brederode.
Uit hun huwelijk kwamen deze afstammelingen:
- Rogier Van Leefdael (1520-1599)
- Christoffel Van Leefdael (1533-1617)
- Antoon Van Leefdael (± 1535-1581)